# Premio Guldbagge per la migliore fotografia

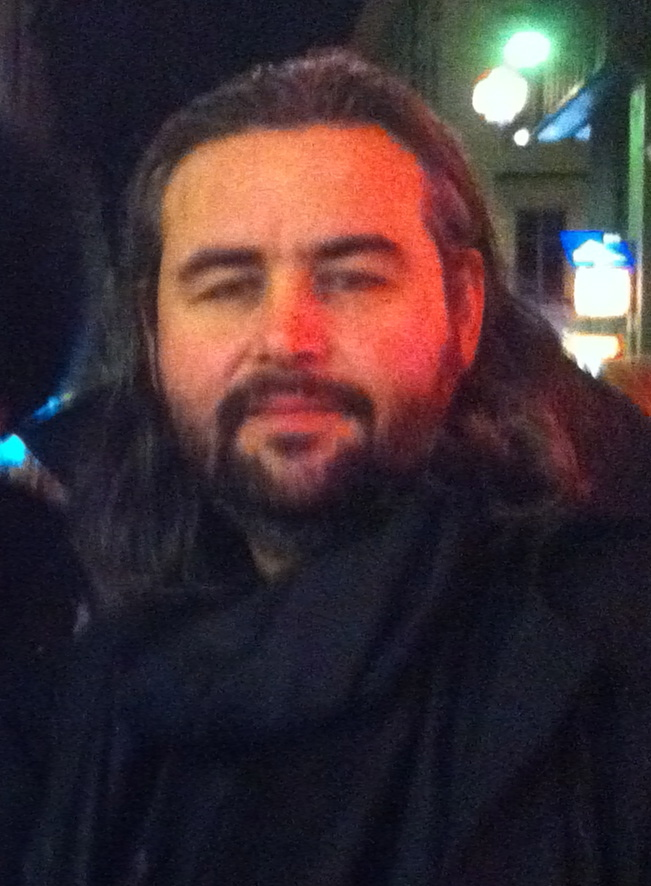
Hoyte van Hoytema ha vinto tre volte il premio

Il Premio Guldbagge per la migliore fotografia (Guldbaggen för bästa foto) è un premio assegnato annualmente dal 1988 nell'ambito del premio svedese di cinematografia Guldbagge alla migliore direzione della fotografia dell'anno di produzione nazionale.

## Albo d'oro
I vincitori sono indicati in grassetto, a seguire gli altri candidati.

### Anni 1980-1989
- 1988: - Peter Mokrosinski - Friends
- 1989: - Göran Nilsson - Täcknamn Coq Rouge

### Anni 1990-1999
- 1990: - Esa Vuorinen - God afton, Herr Wallenberg
- 1991: - Per Källberg - Agnes Cecilia – En sällsam historia
  - Sven Nykvist - Il bue (Oxen)
  - Jan Troell - Il capitano
- 1992: - Tony Forsberg - Il figlio della domenica (Söndagsbarn)
  - Jens Fischer - Svart Lucia
  - Jörgen Persson - Con le migliori intenzioni (Den goda viljan)
  - Jens Fischer - Änglagård
- 1993: - Jens Fischer - Sista dansen
  - Göran Nilsson - Colpo di fionda (Kådisbellan)
  - Peter Mokrosinski - Mannen på balkongen
- 1994: - Harald Paalgard - Drömspel
  - Lars Crépin - Le mani (Händerna)
  - Jörgen Persson - Zorn
- 1995: - Jan Röed - Atlanten
  - Göran Nilsson - Stora och små män
  - Stefan Kullänger - Sommaren
- 1996: - Harald Paalgard - Juloratorie
  - Anders Bohman - Drömprinsen – Filmen om Em
  - Kjell Lagerroos - Jägarna
- 1997: - Jens Fischer - Under ytan
  - Esa Vuorinen - Svenska hjältar
  - Per Källberg - Jag är din krigare
- 1998: - Philip Øgaard - Glasblåsarns barn
  - Mikael Kristersson - Falkens öga
  - Ian Wilson - Hela härligheten
- 1999: - Anders Bohman - Un sogno realizzato (Tsatsiki, morsan och polisen)
  - Peter Mokrosinski - Straydogs
  - Jacob Jørgensen - Noll tolerans

### Anni 2000-2009
- 2000: - István Borbás e Jesper Klevenås - Canzoni del secondo piano (Sånger från andra våningen)
  - John O. Olsson - Knockout
  - Esa Vuorinen - Dubbel-8
- 2001: - Mischa Gavrjusjov e Jan Troell - As White as in Snow (Så vit som en snö)
  - Peter Mokrosinski - Leva livet
  - Jörgen Persson - En sång för Martin
- 2002: - Ulf Brantås - Lilja 4-ever
  - John Christian Rosenlund - Beck – Sista vittnet
  - Lars Crépin - Alla älskar Alice
- 2003: - Peter Mokrosinski - Evil - Il ribelle (Ondskan)
  - Göran Hallberg - Skenbart – En film om tåg e Detaljer
- 2004: - Jens Fischer - The Queen of Sheba's Pearls
  - Harald Paalgard - As It Is in Heaven (Så som i himmelen)
  - Leif Benjour - Fyra nyanser av brunt
- 2005: - Aril Wretblad - Zozo
  - Anders Bohman - Mun mot mun
  - Philip Øgaard - Kim Novak badade aldrig i Genesarets sjö
- 2006: - Linus Sandgren - Storm
  - Peter Gerdehag - Hästmannen
  - Crille Forsberg- Om Gud vill
- 2007: - Geir Hartly Andreassen - Darling
  - Eric Kress - Arn - L'ultimo cavaliere (Arn - Tempelriddaren)
  - Gustav Danielsson - You, the Living (Du levande)
- 2008: - Hoyte van Hoytema - Lasciami entrare (Låt den rätte komma in)
  - Marius Dybwad Brandrud - Involuntary (De ofrivilliga)
  - Jan Troell e Mischa Gavrjusjov - Maria Larssons eviga ögonblick
- 2009: - Hoyte van Hoytema - Flickan
  - Eric Kress - Uomini che odiano le donne (Män som hatar kvinnor)
  - Peter Mokrosinski - La ragazza che giocava con il fuoco (Flickan som lekte med elden)

### Anni 2010-2019
- 2010: - Aril Wretblad - Snabba cash
  - Göran Hallberg - Himlen är oskyldigt blå
  - Erik Molberg Hansen - Beyond (Svinalängorna)
- 2011: - Marius Dybwad Brandrud - Play
  - Dan Laustsen - Simon och ekarna
  - Per Källberg- Stockholm Östra
- 2012: - Hoyte van Hoytema - Call Girl
  - Måns Månsson - Avalon
  - Jan Troell e Mischa Gavrjusjov - Dom över död man
- 2013: - Petrus Sjövik - Ömheten
  - Erik Sohlström - Känn ingen sorg
  - Eric Kress - Monica Z
- 2014: - Fredrik Wenzel - Forza maggiore (Turist)
  - Jallo Faber - Gentlemen
  - Fredrik Wenzel - The Quiet Roar
- 2015: - Gösta Reiland - Flocken
  - Linda Wassberg- Det vita folket
  - Göran Hallberg- Mr. Ove (En man som heter Ove)
- 2016: - Ita Zbroniec-Zajt - Yarden
  - Ita Zbroniec-Zajt - Min faster i Sarajevo
  - Anders Bohman - Sophelikoptern
- 2017: - Fredrik Wenzel - The Square
  - Jonas Alarik - Korparna
  - Sophia Olsson- Sami Blood (Sameblod)
- 2018: - Kristoffer Jönsson - Trädgårdsgatan
  - Ellinor Hallin - In i dimman
  - Måns Månsson - Jimmie
- 2019: - Lisabi Fridell - And Then We Danced
  - Aril Wretblad - Eld & lågor
  - Ragna Jorming - Quick

### Anni 2020-2029
- 2020: - Sophia Olsson - Charter
  - Mathias Døcker e Jonathan Elsborg - Samtidigt på jorden
  - Frida Wendel - Orca
- 2021: - Sophie Winqvist Loggins - Clara Sola
  - Ellinor Hallin - Kören – En film om Tensta Gospel Choir
  - Marek Septimus Wieser - Tigrar
- 2022: - Jonas Alarik - Granchio nero (Svart krabba)
  - Simon Pramsten - Comedy Queen
  - Stellan Runge - Bränn alla mina brev
- 2023: - Josua Enblom - Syndabocken
  - John Christian Rosenlund - Hammarskjöld
  - Sebastian Winterø - Motståndaren
- 2024: - Lisabi Fridell - Crossing
  - Johan Palm - Sommartider
  - Nils Eilif Bremdal-Vinell - Ur mörkret